# Windpark Pampa
Pampa (Parque Eólico Pampa) ist ein Windpark in Uruguay, der im Oktober 2016 in Betrieb ging. Das prognostizierte Regelarbeitsvermögen liegt bei 640 Mio. kWh, der Kapazitätsfaktor bei für Onshore-Windparks unüblichen 51 %. Insgesamt soll der Windpark elektrische Energie liefern, der dem Stromverbrauch von 180.000 Haushalten entspricht.

## Lage
Der Windpark befindet sich im Departamento Tacuarembó im zentralen Norden Uruguays auf Höhe des Kilometerpunkts 320 der Ruta 5.

## Bau und Geschichte
Auftraggeber ist das staatseigene Unternehmen UTE, die Errichtung erfolgt schlüsselfertig durch den deutschen Windkraftanlagenhersteller Nordex. Der Auftrag für den Bau wurde im März 2015 vergeben. Die Inbetriebnahme erfolgte im Oktober 2016.
Finanziert wird das Projekt zu 70 Prozent von der KfW IPEX-Bank und der Bayerischen Landesbank.

## Technik
Der Windpark besteht aus 59 Windkraftanlagen des Typs Nordex N117/2400, die auf Stahltürmen mit einer Nabenhöhe von 91 Metern errichtet werden. Jede der Anlagen verfügt über einen Rotordurchmesser von 117 Metern und eine Nennleistung von 2,4 MW, womit die Anlagen speziell für Schwachwindstandorte mit maximal 7,5 m/s durchschnittlicher Windgeschwindigkeit bei zugleich hoher Turbulenzintensität geeignet sind. Da am Standort jedoch vergleichsweise konstante Windbedingungen und nur niedrige Turbulenzgrade von 14 statt der zugelassenen 18 % herrschen, können die Anlagen trotz der vergleichsweise hohen durchschnittlichen Windgeschwindigkeit von ca. 7,9 m/s eingesetzt werden. Dies ermöglicht sehr hohe Kapazitätsfaktoren von rund 51 % bzw. 4500 Volllaststunden. Dies sind Werte, die sonst fast ausschließlich von Offshore-Windparks erreicht werden.